# アルパインスタイル
アルパインスタイル（英語: Alpine style、アルプス風登山）とは、ヒマラヤのような超高所や大岩壁を、ヨーロッパ・アルプスと同じような扱いで登ることを指す登山スタイル・用語。大規模で組織立ったチームを編成して行う極地法とは異なり、ベースキャンプを出た後は下界との接触は避けて、一気に登る。また、サポートチームから支援を受けることも無く、あらかじめ設営されたキャンプ、固定ロープ、酸素ボンベ等も使わない。装備に極力頼らず、登る人の力にのみ頼ることを最重要視する。

## 概要
利点は登山期間を短縮できることで、それにより天候の悪化や雪崩に巻き込まれるリスクを低減できる。また、遠征にかかる費用を低く抑えることができる。一方、欠点としては登攀時に所持する食料や燃料を必要最小限に切り詰めるため長期間の停滞には不向きであり、想定外の悪天候などにより停滞を余儀なくされた場合に脱水状態や飢餓のリスクが増大することである。また、事前に登頂を容易にするルート工作を行わないので、滑落の危険が常につきまとう。
ヒマラヤの高峰は当初、少人数で登られており、中にはアルパインスタイルで登る登山家もいた。トム・ロングスタッフ、カルビル・ブラトキ、ブロシュレル兄弟は、1907年にアルパインスタイルでトリスル（7120m）に初登頂した。しかし少人数の遠征では8000メートル峰を攻略することは難しく、その後は極地法が主流となった。ただ、少人数での登山を試みる隊もおり、1957年に4人だけの隊を組んだオーストリア隊は、ポーターなしで8047mのブロード・ピークに初登頂し、その直後に2人がアルパインスタイルでスキルブルム（7360m）の初登頂に成功している。1975年にラインホルト・メスナーとペーター・ハーベラーがガッシャーブルムI峰で世界で初めて8000メートル峰にアルパインスタイルで登頂したことで、この手法は有名になり脚光を浴びた。近年のヒマラヤの高峰においては、8000メートル峰を始めとする登山家に人気のある山で、登山シーズンにはノーマルルートに複数の登山隊が集まりルート工作が行われているため、純粋なアルパインスタイルでの登山を行うことが困難になっている。そのような山でアルパインスタイルによる登山を行う場合、登山者のいない時季やルートを選んで登ることが求められる。

## 詳細な定義
国際山岳連盟（UIAA）はアルパインスタイルに対して以下の定義を提唱している。
- クライマーは6人以内。
- 酸素ボンベは持たない。
- 固定ロープを使用しない。
- 高所ポーターやシェルパの支援を受けない。